# Staten Island September 11 Memorial

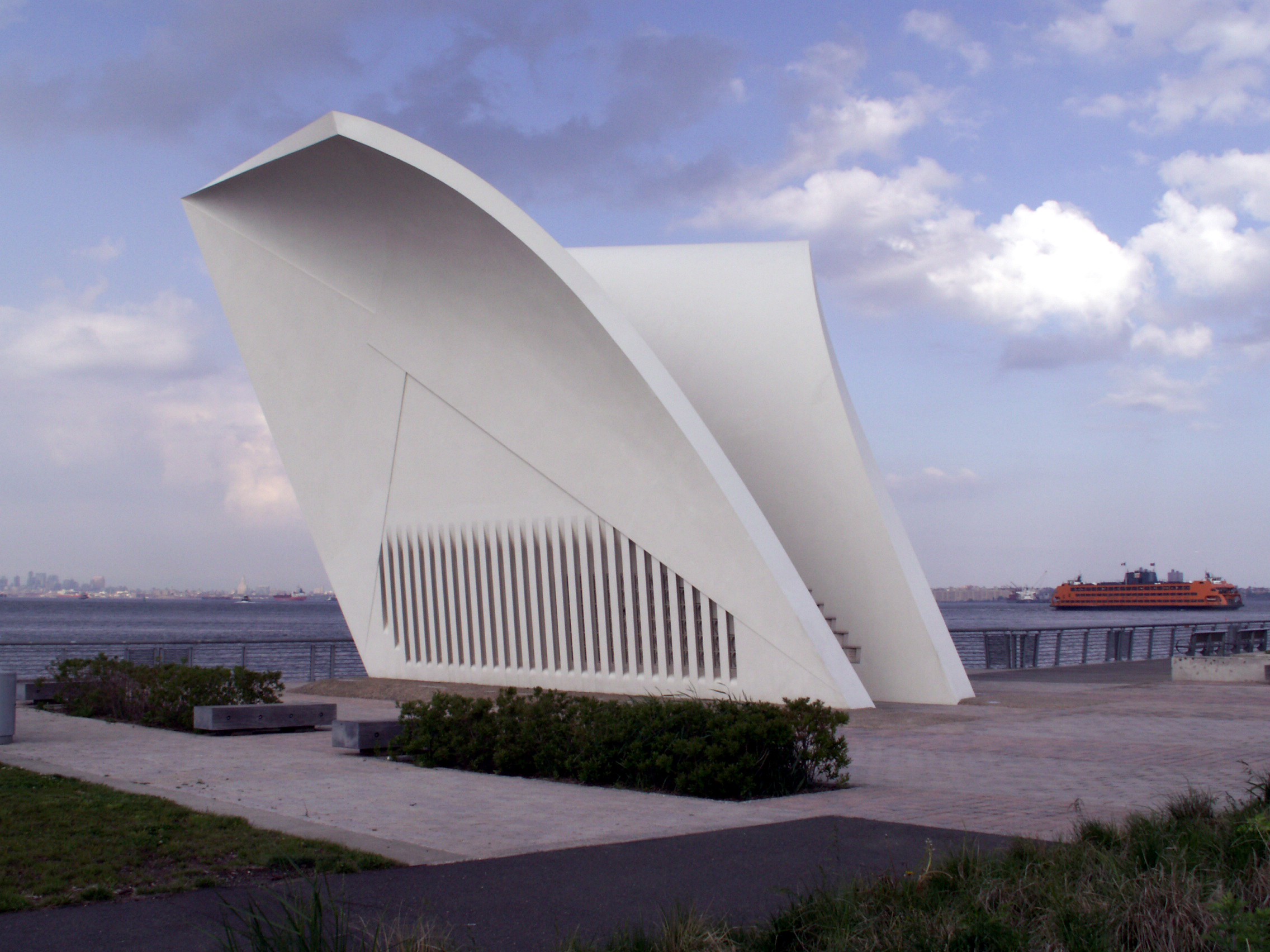
Postcards, nombre que recibe el memorial.

El Staten Island September 11 Memorial, localizado en el barrio de St. George, en el extremo nordeste de Staten Island, es un monumento conmemorativo al aire libre dedicado a los 263 residentes de Staten Island asesinados en los atentados del 11 de septiembre de 2001. Entre los muertos se incluyen trabajadores del World Trade Center, policías y bomberos que se unieron a los esfuerzos de rescate y un pasajero del vuelo 93 de United Airlines que se estrelló en campo abierto en Shanksville, Pensilvania. Un individuo que murió en el atentado terrorista al World Trade Center de 1993 aparece también representado en el monumento.
El Staten Island September 11 Memorial fue diseñado por el arquitecto neoyorquino Masayuki Sono, quien ganó el concurso de diseño celebrado a comienzos de 2003 con este fin. La construcción del monumento, en el que aparecen grabados nombre, fecha de nacimiento y lugar de trabajo de las víctimas, comenzó el 11 de septiembre de 2003, y su inauguración tuvo lugar un año después, el 11 de septiembre de 2004.